# Lithoxus bovallii
Lithoxus bovallii is een straalvinnige vissensoort uit de familie van de harnasmeervallen (Loricariidae). De wetenschappelijke naam van de soort is voor het eerst geldig gepubliceerd in 1906 door Charles Tate Regan. De naam verwijst naar de Zweedse natuurwetenschapper Carl Erik Alexander Bovallius.